# نتذكر: تأملات حول المحرقة
نتذكر: تأملات حول المحرقة هي وثيقة نشرتها اللجنة الكاثوليكية للعلاقات الدينية مع اليهود في عام 1998، تحت سلطة البابا يوحنا بولس الثاني. في هذه الوثيقة أدان الفاتيكان الإبادة الجماعية النازية ودعا إلى البراءة من الكاثوليك الذين فشلوا في التدخل لوقفها. حث البابا الكاثوليك على التوبة "عن الأخطاء والخيانات الماضية" و"تجديد الوعي بالجذور العبرية لإيمانهم"، مع التمييز بين "معاداة اليهودية" في الكنيسة باعتبارها تعليمًا دينيًّا ومعاداة السامية القاتلة في ألمانيا النازية التي وصفها البابا بأنها "ذات جذور خارج المسيحية".
في رسالة مؤرخة نشرت في 12 مارس 1998، موجهة إلى الكاردينال إدوارد إدريس كاسيدي رئيس لجنة العلاقات الدينية مع اليهود، وصف البابا "شعوره بالحزن العميق [بشأن] معاناة الشعب اليهودي خلال الحرب العالمية الثانية" وكيف أن "المحرقة تظل وصمة عار لا تمحى في تاريخ القرن"، مع أمله في أن الوثيقة "ستساعد في شفاء جروح تسبب بها سوء الفهم والظلم في الماضي" وأن تساعد في تأسيس "مستقبل لن يكون فيه الظلم الذي لا يوصف للمحرقة ممكنًا مرة أخرى".

## ردود الأفعال
في 18 مارس1998، وفي مقال افتتاحي في صحيفةنيويورك تايمز، وصفت الوثيقة، التي استغرق إعدادها 11 عامًا، بأنها "بيان مدروس بعناية يذهب إلى حد أبعد مما ذهبت إليه الكنيسة الكاثوليكية الرومانية طوال تاريخها في المحاسبة الصادقة لسلبيتها خلال الحقبة النازية وكراهيتها التاريخية لليهود"، وهو ما يفتح أرضية سياسية ولاهوتية جديدة تتمثل في إدانة معاداة السامية والمحرقة ودعوة إلى التوبة. لقد انتقدت صحيفة نيويورك تايمز فشل البابا في معالجة الصمت المزعوم للبابا بيوس الثاني عشر، وذكرت أنه "من المؤسف أن الفاتيكان لم يجد بعد الشجاعة للتخلص من هذا التصوير الدفاعي غير المكتمل" الذي يتضمن تفاصيل جهود الكنيسة لإنقاذ اليهود والشكر الذي تلقاه البابا بيوس الثاني عشر من المنظمات اليهودية بينما أهمل تفاصيل ما زعم أنه صمته في التعامل مع ألمانيا النازية.
ومع ذلك، انتقد الحاخام ديفيد ج. دالين صحيفة نيويورك تايمز بشدة بسبب عدائها المنحاز لدور الفاتيكان أثناء المحرقة وقال: "من غير المسؤول والمشين بشكل خاص من جانب منتقدي البابويات الليبراليين... إلقاء اللوم على الكنيسة الكاثوليكية في معاداة السامية، وتزوير جهود الكنيسة لإنقاذ اليهود أثناء المحرقة، وتجاهل حقيقة أن الباباوات منذ القرن الثاني عشر رفضوا فرية الدم".
وقد وصف الحاخام ليون كلينيكي، مدير العلاقات بين الأديان في رابطة مكافحة التشهير آنذاك، الوثيقة بأنها "سلطة" مهمة في وصف المحرقة والإصرار على عدم نسيانها أبدًا، مشيرًا إلى أن "منكري الهولوكوست في أوروبا يتعين عليهم الآن التعامل مع الفاتيكان"، لكنهم أضاعوا فرصة "المحاسبة الروحية" من قبل الفاتيكان.
كما أشار مدير الشؤون الدينية في اللجنة اليهودية الأمريكية، الحاخام أ. جيمس رودين، إلى أن التوقعات كانت عالية، وأشاد بتأكيدها على إحياء ذكرى المحرقة، والدعوة إلى البراءة من الأفراد الذين وقفوا إلى جانب الجهود المبذولة لمكافحة معاداة السامية. أعرب رودين عن أسفه لعدم وجود اعتراف بأن تعاليم الكنيسة المعادية لليهود أسست بيئة يمكن أن تترسخ فيها معاداة السامية القاتلة وتزدهر.

## روابط خارجية
- وثائق تتعلق بـ"نتذكر: تأملات حول المحرقة"، لجنة العلاقات الدينية مع اليهود
- الرد اليهودي على "نتذكر": تأملات حول المحرقة